# Milorad Milutinović
Milorad Milutinović (en serbio: Mилopaд Mилутинoвић; Bajina Bašta, 10 de marzo de 1935-La Chaux-de-Fonds, 12 de julio de 2015) fue un entrenador y jugador de fútbol que jugaba en la demarcación de defensa.

## Biografía
Tras formarse en el FK Bor desde que tenía trece años hasta 1951, finalmente debutó como futbolista con el FK Partizan en 1952. Jugó en el club durante seis años, llegando a ganar la Copa de Yugoslavia en 1954 y 1957 contra el Estrella Roja Belgrado y el Radnički Belgrado respectivamente. En 1958 fichó por el OFK Belgrado por dos años, volviendo al Partizan en 1960. En su segunda etapa en el club permaneció tres temporadas con el club de Belgrado, ganando la Primera Liga de Yugoslavia en las tres ocasiones. Tras un breve paso posteriormente por el FK Bor se fue a Suiza para jugar con el FC La Chaux-de-Fonds y con el Neuchâtel Xamax, club donde colgó las botas en 1968. En la temporada siguiente, el club que le vio retirarse le ofreció el cargo de entrenador, puesto que ejerció durante un año y cosechando un cuarto puesto en la Challenge League.
Falleció el 12 de julio de 2015 en La Chaux-de-Fonds a los 80 años de edad.

## Selección nacional
Formó parte de la selección de fútbol de Yugoslavia en la Copa Mundial de Fútbol de 1958 tras la convocatoria de Aleksandar Tirnanić, pero finalmente no jugó ningún partido, terminando así con ninguna internacionalidad para su país.

## Clubes

### Como futbolista
| Club                 | País              | Año         | Partidos | Goles |
| -------------------- | ----------------- | ----------- | -------- | ----- |
| FK Partizan          | RFS de Yugoslavia | 1952 - 1958 | 42       | 1     |
| OFK Belgrado         | RFS de Yugoslavia | 1958 - 1960 | 16       | 0     |
| FK Partizan          | RFS de Yugoslavia | 1960 - 1963 | 19       | 0     |
| FK Bor               | RFS de Yugoslavia | 1963 - 1965 |          |       |
| FC La Chaux-de-Fonds | Suiza             | 1965 - 1968 | 56       | 3     |
| Neuchâtel Xamax      | Suiza             | 1968        | 7        | 0     |

### Como entrenador
| Club            | País  | Año         |
| --------------- | ----- | ----------- |
| Neuchâtel Xamax | Suiza | 1968 - 1969 |

## Palmarés

### Campeonatos nacionales
| Título                     | Club        | País   | Año  |
| -------------------------- | ----------- | ------ | ---- |
| Copa de Yugoslavia         | FK Partizan | Serbia | 1954 |
| Copa de Yugoslavia         | FK Partizan | Serbia | 1957 |
| Primera Liga de Yugoslavia | FK Partizan | Serbia | 1961 |
| Primera Liga de Yugoslavia | FK Partizan | Serbia | 1962 |
| Primera Liga de Yugoslavia | FK Partizan | Serbia | 1963 |